# Terrazze di marmo
Le Terrazze di marmo note anche come Terrazzi di marmo o Terrazzo di marmo (in genovese Teràssa de Màrmo) ufficialmente Portici di Caricamento furono un'opera architettonica realizzata a Genova da Ignazio Gardella senior. Lunghe 410 metri e larghe 13, si trovavano sul sito delle muragliette di ronda delle vecchie mura cinquecentesche della Città estendendosi da porta di Vacca a piazza Caricamento nei pressi di palazzo San Giorgio, allora sede della Dogana.

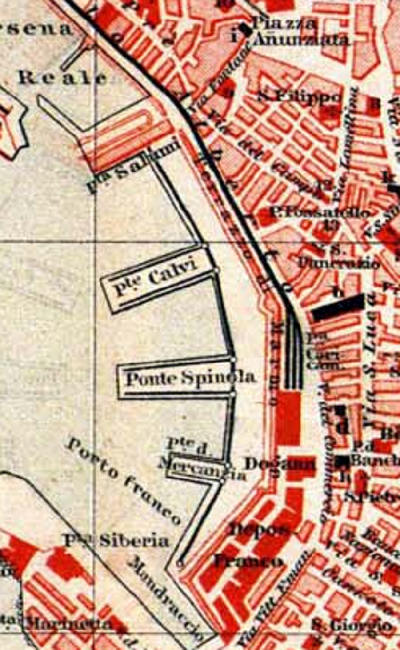
Le Terrazze di marmo dalla carta di Genova del Meyers Konversationslexikon del 1884, qui sono indicate al singolare come "Terrazzo".

## Storia

### Il progetto

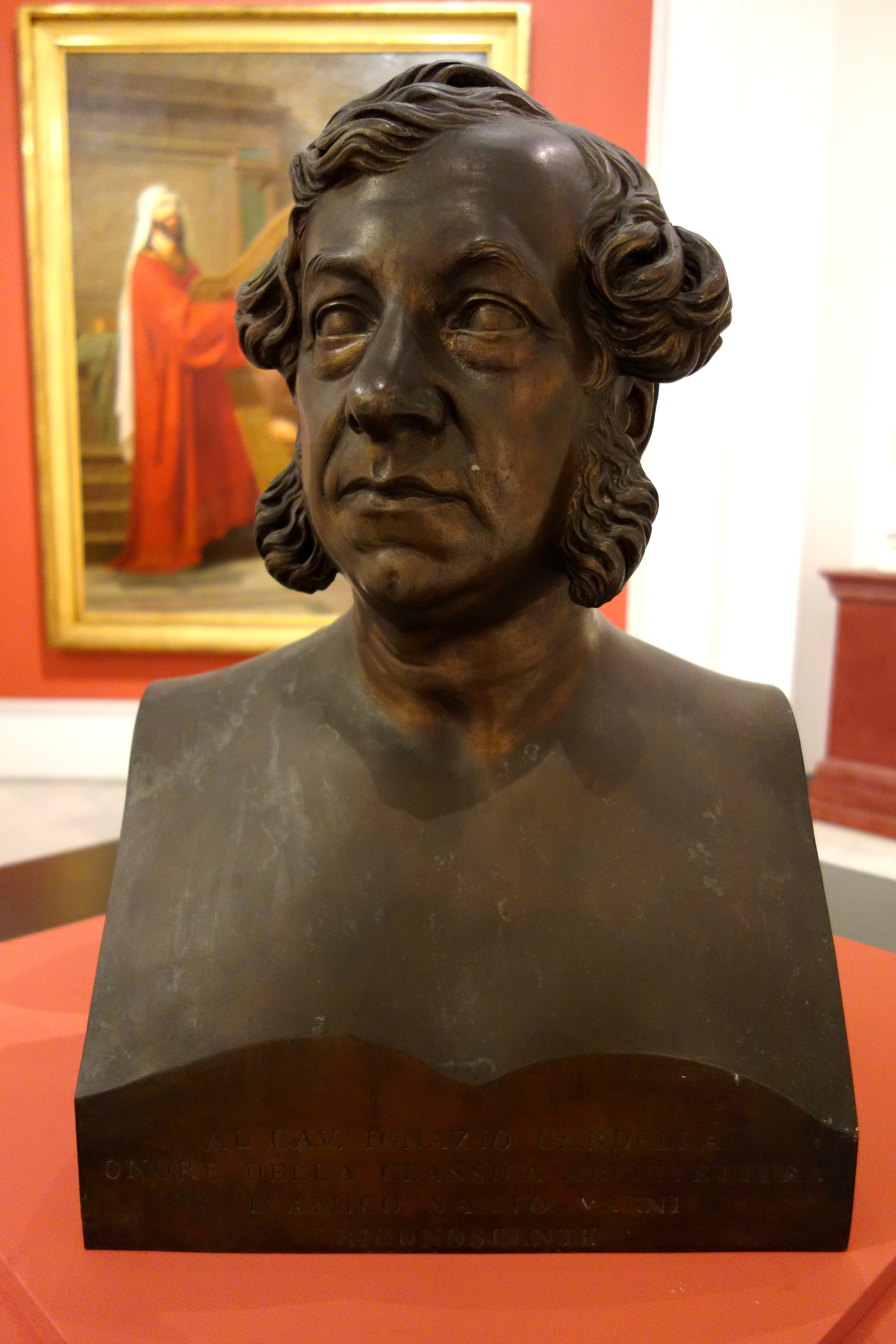
Busto dell'architetto Ignazio Gardella senior che progettò le Terrazze di marmo.

I primi programmi di sistemazione dell'area risalgono all'epoca napoleonica, infatti nel 1811 l'architetto ticinese Gaetano Cantoni realizzò due distinti progetti per la demolizione delle vecchie mura cinquecentesche.
Il 22 dicembre 1822 un Regio Brevetto del Re di Sardegna Carlo Felice di Savoia affidò l'incarico di costruire una nuova strada interna alla città a una commissione del Consiglio di Acque e Strade dove dal 1818 lavorava come volontario del Genio Civile l'architetto Ignazio Gardella senior, ma tale decisione venne osteggiata dall'ispettore del Consiglio Ponti e Strade Luca Podestà, nonno del futuro sindaco e senatore del Regno Andrea Podestà che ne decise la demolizione nel 1885. Infine l'ipotesi di realizzare un porticato vicino al porto risale all'ingegnere, politico e militare savonese Agostino Chiodo.

### Costruzione
La fase operativa iniziò nell'ottobre del 1835 quando il Consiglio Ponti e Strade affidò all'architetto Gardella senior la progettazione della nuova Via Carlo Alberto con i relativi portici attigui al porto antico. Inizialmente Gardella propose un andamento rettilineo ma l'Autorità portuale bloccò il progetto per il timore che eventuali mareggiate avrebbero potuto creare gravi danni al porto.
Quando Gardella senior ebbe modificato il progetto delle Terrazze rendendole "a gomito" cominciò la costruzione; le fondamenta furono fissate ben sei metri sotto il livello del mare con cassoni fuori opera in legno di pino per il fasciame e legno di rovere per l'ossatura. Il legname venne reso impermeabile e galleggiante e fu trasportato via mare e allineato come nel calafataggio, un tradizionale processo di costruzione navale tuttora in uso.
Le fondamenta vennero quindi ancorate e incatenate per mantenere la posizione e sopra di esse vennero costruiti i pilastri e i setti portanti principali, colmando gli spazi con macerie delle vecchie mura; inoltre tra un cassone l'altro vennero messe anche doppie paratie.
La costruzione dell'edificio vero e proprio fu divisa in due lotti nell'ottobre 1836 e affidata all'impresa di Gio Batta Vassallo per la prima metà e per la seconda metà all'impresario Vitale Rosazza fino alla Darsena. Il cambio dell'impresa di costruzione fu causato dai ritardi e dalle inadempienze dell'impresa di Vassallo che a sua volta portò ricorsi contro i tempi di consegna previsti e successivamente all'esonero di quest'ultima dai lavori.
Le Terrazze vennero finalmente collaudate nel 1844. Zoccoli e lesena furono costruite in pietra verde della val Varenna di Pegli, capitelli e le 64 arcate in marmo rosa della cave di Drap non lontano da Nizza. La copertura del tetto utilizzabile come passeggiata fu realizzata in marmo di Carrara e il pavimento in arenaria della Spezia.
Il costo dell'opera fu complessivamente di 8.300.000 di lire dell'epoca di cui cinque milioni impegnati dal comune di Genova, tre dalla Camera di Commercio e mezzo milione dallo Stato.

### I pochi anni di utilizzo
(Malnate, 1892)
Le Terrazze di marmo furono anche utilizzate come passeggiata dalla borghesia cittadina oltre che dai viaggiatori italiani e stranieri ma furono demolite nel 1885-1886 dopo poco più di quarant'anni di utilizzo, in primis per allargare via Carlo Alberto (odierna via Antonio Gramsci) e spostare la ferrovia più verso il mare e quindi per allargare il porto cittadino. Tra i motivi della demolizione fu citato anche il miglioramento dell'igiene pubblica della zona.
La realizzazione valse la nomina del Gardella a membro onorario e corrispondente estero del Royal Institute of British Architects di Londra nel 1860, ma ciò non contribuì al loro salvataggio dalla precoce demolizione.

### Dimensioni
Le misurazioni più dettagliate delle terrazze risultano quelle del 1847 di Giuseppe Banchero che misurò 30 arcate dal Palazzo San Giorgio con una lunghezza di 172 metri fino all'angolo; nel secondo tratto risultavano 43 arcate fino a Porta di Vacca per una lunghezza di 238 metri. La larghezza del porticato entro opera era di 5,10 metri, quella del terrazzo era 12,80 metri (11,30 se misurato sul piano della piazza).
Nel 1854 secondo le misurazioni dello Stefani dal Palazzo San Giorgio all'angolo si contavano 30 archi per lunghezza di 172 metri con una superficie di 6.000 m², dall'angolo alla Porta di Vacca ne risultavano altri 43 per una lunghezza di 238 metri. Il portico interno era alto 8,10 m e le botteghe avevano un tetto a 8,40 m mentre la terrazza utilizzabile come passeggiata era ad una altezza di 11,50 m.

## Galleria d'immagini

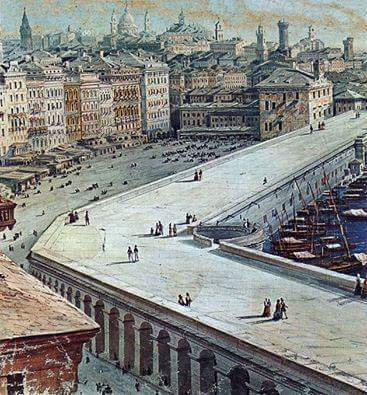
Carlo Bossoli, Il porto di Genova dai Terrazzi di marmo, 1850.
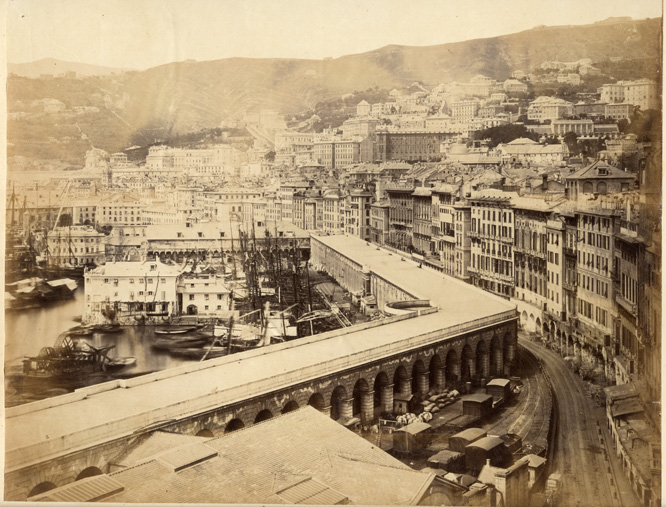
Le Terrazze di marmo fotografate da Alfred Noack, 1880 circa.
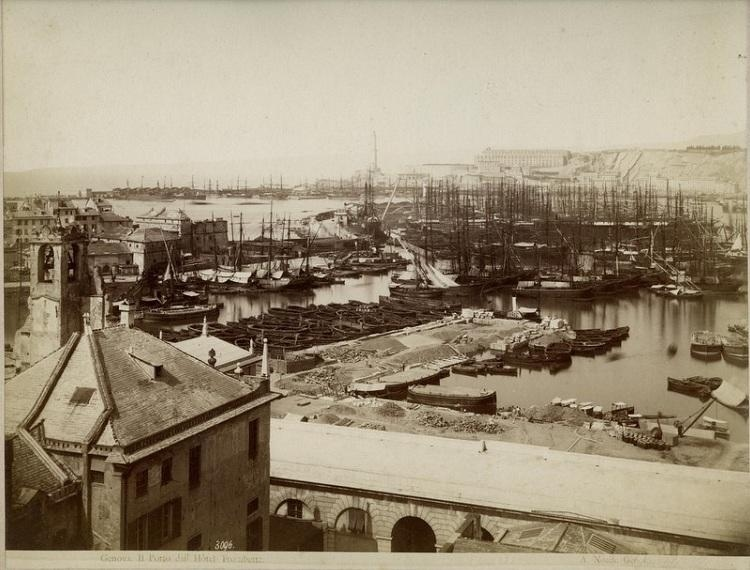
Tratto delle Terrazze di marmo nei pressi di Palazzo San Giorgio dove era visibile anche il Ponte della Mercanzia, odierno Ponte Embriaco, fotografate da Alfred Noack, 1880 circa.
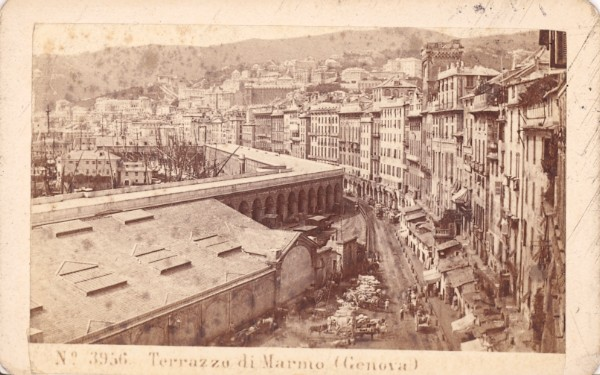
Le Terrazze di marmo fotografate da Giorgio Sommer e Edmund Behles, 1880 circa.
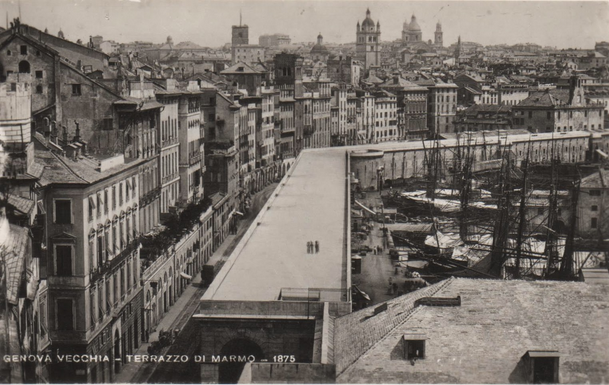
Tratto iniziale delle Terrazze di marmo in una cartolina degli Editori Mangini, 1875.
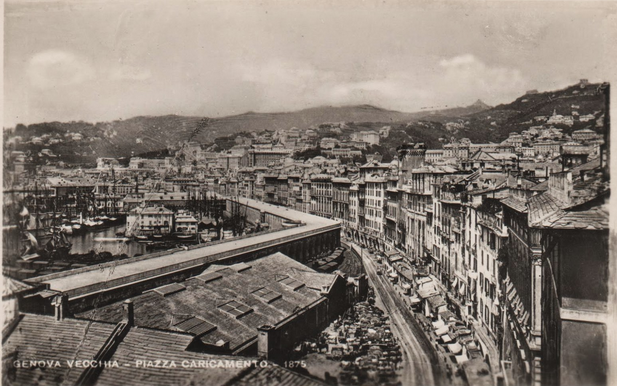
Tratto finale delle Terrazze di marmo in una cartolina degli Editori Mangini, 1875.
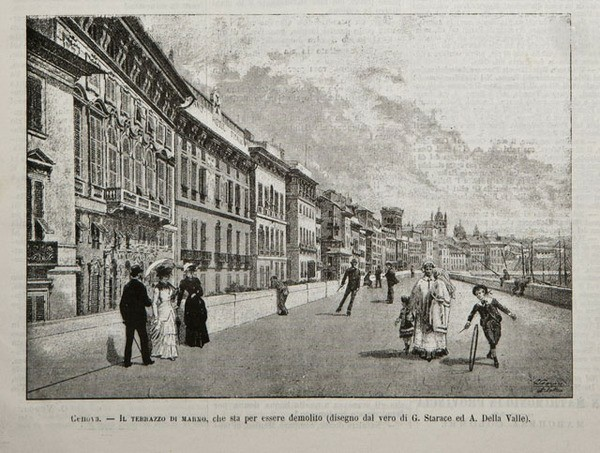
Le Terrazze di marmo in un disegno del 1886.

## Le Terrazze di marmo nelle opere artistiche

### Fotografie
- C. Porter, Terrazzi di Marmo dal mare: terrazzi di marmo ed edifici della carrettera Carlo Alberto. Due navi, una a vela-vapore., 1860 ca.[7].
- Giacomo Brogi, Genova - Panorama, preso dalla Scuola di Marina, Numero di catalogo: 3553. Dettaglio di stereofotografia. 1870 ca.
- Edit. Mangini, Piazza Caricamento, 1875
- Giorgio Sommer & Edmund Behles, Terrazzo di Marmo (Genova), Numero di catalogo: 3956. 1880 ca.
- Alfred Noack, Genova: il porto. Numero di catalogo: 3096. 1880 ca.
- Alfred Noack, Genova. Terrazzo di marmo.  Numero di catalogo: 6339. 1880 ca.

### Quadri
- Carlo Bossoli, Il porto di Genova dai Terrazzi di marmo, 1850[2].
- Angelo Costa, Terrazzi di Marmo dal mare: terrazzi di marmo ed edifici della carrettera Carlo Alberto, 1860 ca, Galata − Museo del mare, Genova[7].